# Tovomita umbellata
Tovomita umbellata är en tvåhjärtbladig växtart som beskrevs av George Bentham. Tovomita umbellata ingår i släktet Tovomita och familjen Clusiaceae. Inga underarter finns listade i Catalogue of Life.